# Кісеру

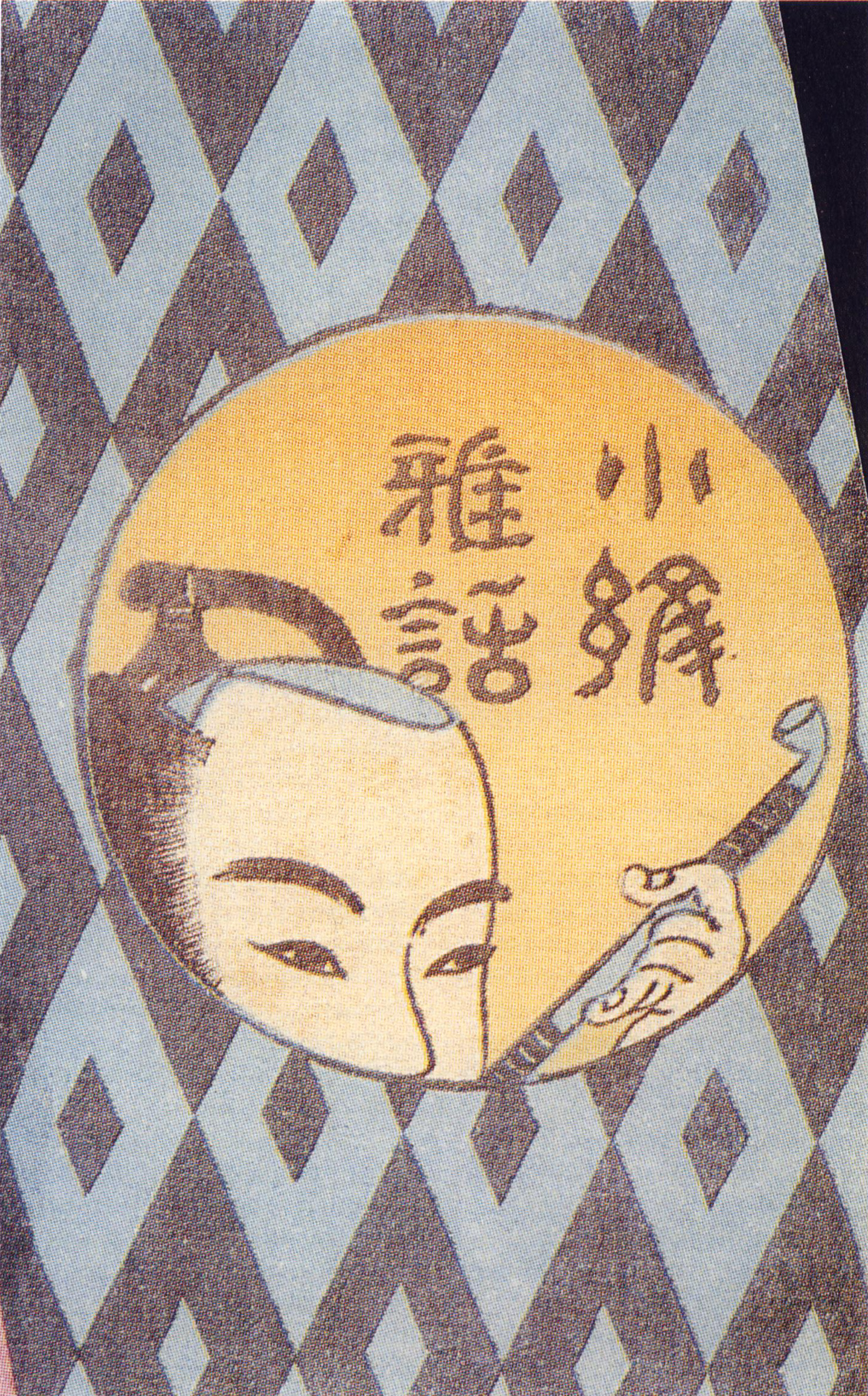
Чоловік, що курить кісеру. Обкладинка роману Komon gawa («Elegant chats on fabric design») by Santō Kyōden, 1790.

Кісеру (яп. 煙管) — японська курильна трубка для тютюну, що також використовувалася як бойова зброя. Поява кісеру пов'язана з появою тютюну у феодальній Японії. Куріння тютюну прийшло в феодальну Японію з півдня Китаю у 1570-х роках. У той час куріння тютюну, зокрема з використанням кісеру, було дуже популярним серед японців.

## Зовнішній вигляд
Кісеру складається з трьох основних частин: невеликої чаші для тютюну — ганкубу, черенка — рао та мундштука — суїкуті. Безпосередньо трубка виготовлялася з бамбука, а мундштук — з металу, рідше з дерева, скла, порцеляни або навіть каменю. Чоловічі трубки мали довжину 20-30 сантиметрів, жіночі були довші — 30-50 сантиметрів.

## Джерело
- http://getwar.ru/yaponskaya-kuritelnaya-trubka-kisehru.html [Архівовано 17 лютого 2015 у Wayback Machine.]